# Abell 65
Abell 65 (nota anche come Sh2-52) è una nebulosa planetaria visibile nella costellazione del Sagittario.
Si individua nella parte orientale della costellazione, circa 4° a NNW della stella ω Sagittarii; si presenta come un piccolo dischetto la cui luce si sovrappone quasi esattamente con quella della galassia PGC 63654. Il periodo più indicato per la sua osservazione nel cielo serale ricade fra giugno e novembre; trovandosi a una declinazione di 23°S, la sua osservazione è leggermente facilitata dall'emisfero australe.
Abell 65 si trova a circa 1500 parsec (circa 4900 anni luce) in una regione esterna al piano galattico, in corrispondenza del bordo esterno del Braccio del Sagittario; possiede una forma apparentemente ellittica, sebbene le osservazioni condotte sulla banda delle emissioni [OIII] rivelino un aspetto bipolare. Una banda oscura sembra attraversare il centro della nebulosa, mentre la stella centrale si trova leggermente ad ovest di essa; l'elevata eccitazione dei suoi gas indica che la stella centrale possiede un'elevatissima temperatura superficiale, probabilmente attorno ai 50.000 K. La stella centrale è in realtà una stella binaria, formata da due componenti che si eclissano a vicenda con un periodo di 0,58 giorni; studi sullo spettro di queste stelle rivelano inoltre delle caratteristiche tipiche delle variabili cataclismiche. La caratteristica della duplicità della stella centrale è comune anche ad altre nebulose planetarie, come Abell 35.